# Deuce Bigalow: European Gigolo
Deuce Bigalow: European Gigolo (bra: Gigolô Europeu por Acidente; prt: Deuce Bigalow: Um Gigolo na Europa) é uma sequencia do filme de 1999 Deuce Bigalow: Male Gigolo, da Happy Madison Productions. Rob Schneider volta no papel do gigolô relutante Deuce Bigalow que visita seu antigo alcoviteiro T.J. (Eddie Griffin) em Amsterdã, e então se encontra à procura de um assassino que está matando os maiores "prostitutos" da Europa.

## Sinopse
Após a morte da esposa Kate, que foi atacada por um tubarão durante a lua-de-mel, o ex-gigolô e limpador de aquários Deuce Bigalow vive sozinho numa casa de praia com a prótese da perna de Kate como recordação. Certo dia, seu amigo, o cafetão T. J. Hicks o convida para ir visitá-lo em Amsterdã e assim tirar a falecida esposa de sua mente. Desembarcando em solo europeu, Deuce descobre que o amigo é suspeito de ser o serial killer responsável por uma onda de assassinatos a "prostitutos" (gigolôs) da região. Querendo ajudar T.J., Deuce volta a atacar de gigolô, entra na mira do inspetor de polícia holandês Gaspar Voorsboch e se apaixona pela sobrinha dele, Eva, que sofre de transtorno obsessivo-compulsivo.

## Elenco
- Deuce Bigalow - Rob Schneider
- T.J. Hicks - Eddie Griffin
- Eva - Hanna Verboom
- Gaspar Voorsboch - Jeroen Krabbé
- Gian-Carlo - Charles Keating
- Chadsworth Buckingham, III - Douglas Sills
- Assapopoulos Mariolis - Kostas Sommer
- Svetlana - Miranda Raison
- Louisa, the Dirty Girl - Rachel Stevens
- Heinz Hummer - Til Schweiger
- Antoine Laconte - Oded Fehr
- Kate Bigalow - Arija Bareikis
- Lily - Zoe Telford
- Greta, the Hunchback Girl - Dana Goodman
- Marlene Alsmere - Skytriss
- The Big-Eared Girl - Julia Lea Wolov
- Javier Sandooski - Adam Sandler (não creditado)

## Recepção
No site agregador de críticas Rotten Tomatoes, 9% das 99 resenhas dos críticos são positivas. O consenso diz: "Um seguimento tolo surpresa do sucesso de 1999 (...) é atrevido, politicamente incorreto e não é particularmente engraçado."